# Le Marin des mers de Chine 2
Série
Le Marin des mers de Chine
(1983)
Pour plus de détails, voir Fiche technique et Distribution.
Le Marin des mers de Chine 2 ou Action Force 10 (A計劃續集, 'A' gai waak 2) est un film hongkongais réalisé par Jackie Chan, sorti en 1987.

## Synopsis
Au début du XXe siècle à Hong Kong, l'incorruptible Sergent Dragon, fort d'avoir mis hors d'état de nuire le pirate San Po, se voit confier la surveillance du plus dangereux district de la province de Hong Kong. Une fois sur les lieux, il doit arrêter de dangereux criminels mais se heurte à la corruption dramatique de la police locale, qui cherche à se débarrasser au plus vite de ce nouveau collègue trop zélé.

## Fiche technique
- Titre français : Le Marin des mers de Chine 2 (DVD) ; Action Force 10 (VHS)
- Titre anglais à Hong Kong : Project A II
- Titre original : A計劃續集 ('A' gai waak 2)
- Réalisation : Jackie Chan
- Scénario : Edward Tang, Jackie Chan et Ting Yu (dialogues)
- Production : Leonard Ho et Edward Tang
- Producteur délégué : Raymond Chow
- Société de production : Golden Way Films Ltd. et Paragon Films Ltd.
- Musique : Siu-Tin Lei (alias Michael Lai)
- Photographie : Yiu-Tsou Cheung
- Montage : Peter Cheung
- Décors : Eddie Ma
- Costumes : Ting Yu
- Pays de production :  Hong Kong
- Genre : Action et comédie policière
- Durée : 106 minutes
- Format : Couleurs - 2,35:1 - son mono - 35 mm
- Date de sortie : 
  - Hong Kong : 19 août 1987
  - France : 1993 (en VHS)

## Distribution
Rdb = 2e doublage
- Jackie Chan (VF : Guy Chapellier ; Rdb : William Coryn) : Dragon Ma
- Maggie Cheung : Yesan
- Rosamund Kwan : Miss Pak
- Bill Tung : Inspecteur en chef Tung
- Carina Lau : Beattie
- David Lam (zh) : Superintendant Chun
- Sam Lui : M. Man
- Regina Kent : Regina, la fille du gouverneur
- Charlie Chan : Awesome Wolf
- Kenny Ho (Rdb : Alexis Tomassian) : Shi King
- Mars : Acolyte de Ma
- Chris Li : Acolyte de Ma
- Ben Lam : Brawns
- John Cheung : garde du corps
- Mickey : Cobra

## Sortie vidéo
Le film est sorti en France directement en VHS chez René Chateau Vidéo en 1993 sous le titre Action Force 10 et fut amputé d'une trentaine de minutes, ce qui réduit le film à 1 h 15, tout cela pour ne voir que les scènes d'actions/combats et rendant le film complètement incompréhensible. Il faudra attendre 15 ans pour avoir la version intégrale redoublée en français par Metropolitan Filmexport et pour enfin comprendre l'histoire de ce film.